# Latina megye
Latina megye Olaszország Lazio régiójának egyik megyéje. Székhelye Latina.

## Fekvése
Latina megye Frosinone, Caserta és Metropolitan City of Rome megyékkel határos.
A régió déli részén  levő Gaeta és Formia partmenti települések a Nápolyi Királyság része volt, emiatt a helyi dialektus a nápolyi nyelvhez áll közelebb és nem a középolasz dialektusok. Egyesek szerint emiatt a történelmi örökség miatt Latina megye már Dél-Olaszországnak tekinthető.

## Községek(comuni)
- Aprilia
- Bassiano
- Campodimele
- Castelforte
- Cisterna di Latina
- Cori
- Fondi
- Formia
- Gaeta
- Itri
- Latina
- Lenola
- Maenza
- Minturno
- Monte San Biagio
- Norma
- Pontinia
- Ponza
- Priverno
- Prossedi
- Rocca Massima
- Roccagorga
- Roccasecca dei Volsci
- Sabaudia
- San Felice Circeo
- Santi Cosma e Damiano
- Sermoneta
- Sezze
- Sonnino
- Sperlonga
- Spigno Saturnia
- Terracina
- Ventotene